# Gyula Kállai
Gyula Kállai (Berettyóújfalu, 1º giugno 1910 – Budapest, 12 marzo 1996) è stato un politico ungherese, primo ministro dell'Ungheria dal 1965 al 1967 e presidente del Parlamento dal 1967 al 1971.